# Division 1 för damer 2022
La Division 1 för damer 2022 è l'11ª edizione del campionato di football americano femminile di primo livello, organizzato dalla SAFF.
Ha preso il posto di campionato di primo livello dalla annullata Superserien för damer 2022.

## Squadre partecipanti
| Club                    | Città      | Stadio | Sponsor ufficiale | Risultato nella stagione 2021 |
| ----------------------- | ---------- | ------ | ----------------- | ----------------------------- |
| Arlanda Jets            | Märsta     |        |                   |                               |
| Carlstad Crusaders      | Karlstad   |        |                   |                               |
| Göteborg Marvels        | Göteborg   |        |                   | Finalista                     |
| Limhamn Griffins        | Malmö      |        |                   |                               |
| Norrköping Panthers     | Norrköping |        |                   |                               |
| Örebro Black Knights    | Örebro     |        |                   |                               |
| Stockholm Mean Machines | Stoccolma  |        |                   | Vincitore                     |
| Vålerenga Trolls        | Oslo       |        |                   |                               |
| Västerås Roedeers       | Västerås   |        |                   | Semifinalista                 |

## Stagione regolare

### Calendario

#### 1ª giornata
| Örebro 2 aprile 2022 | Örebro Black Knights | 28 – 0 | Stockholm Mean Machines | Behrn Arena |

#### 2ª giornata
| Märsta 9 aprile 2022, ore 13:00 | Arlanda Jets | 8 – 14 | Västerås Roedeers | Midgårdsvallen |

| Norrköping 9 aprile 2022, ore 13:00 | Norrköping Panthers | 52 – 20 | Limhamn Griffins | Panthers Field |

#### 3ª giornata
| Örebro 17 aprile 2022, ore 12:00 | Örebro Black Knights | – | Carlstad Crusaders | Behrn Arena |

#### 4ª giornata
| Upplands Väsby 23 aprile 2022, ore 13:00 | Arlanda Jets | – | Vålerenga Trolls | Södervik IP |

| Kviberg 23 aprile 2022, ore 13:00 | Göteborg Marvels | – | Norrköping Panthers |  |

#### 5ª giornata
| 30 aprile-1º maggio 2022 | Limhamn Griffins | – | Göteborg Marvels |  |

| 30 aprile-1º maggio 2022 | Vålerenga Trolls | – | Västerås Roedeers |  |

| Norrköping 1º maggio 2022 | Norrköping Panthers | – | Stockholm Mean Machines | Panthers Field |

#### 6ª giornata
| 7-8 maggio 2022 | Stockholm Mean Machines | – | Örebro Black Knights |  |

| Västerås 7 maggio 2022, ore 13:00 | Västerås Roedeers | – | Arlanda Jets | Arosvallen |

| Kviberg 7 maggio 2022, ore 13:00 | Göteborg Marvels | – | Limhamn Griffins |  |

#### 7ª giornata
| 20-21 maggio 2022 | Stockholm Mean Machines | – | Västerås Roedeers |  |

| Örebro 21 maggio 2022, ore 12:00 | Örebro Black Knights | – | Göteborg Marvels | Behrn Arena |

| Karlstad 22 maggio 2022, ore 13:00 | Carlstad Crusaders | – | Vålerenga Trolls | Tingvalla IP |

#### 8ª giornata
| 28-29 maggio 2022 | Limhamn Griffins | – | Carlstad Crusaders |  |

| 28-29 maggio 2022 | Vålerenga Trolls | – | Arlanda Jets |  |

#### 9ª giornata
| Västerås 4 giugno 2022, ore 15:00 | Västerås Roedeers | – | Vålerenga Trolls | Arosvallen |

| Kviberg 4 giugno 2022, ore 16:00 | Göteborg Marvels | – | Arlanda Jets |  |

| Norrköping 5 giugno 2022, ore 13:00 | Norrköping Panthers | – | Göteborg Marvels | Panthers Field |

| Karlstad 5 giugno 2022, ore 13:00 | Carlstad Crusaders | – | Stockholm Mean Machines | Tingvalla IP |

#### 10ª giornata
| 11-12 giugno 2022 | Limhamn Griffins | – | Norrköping Panthers |  |

| 11-12 giugno 2022 | Stockholm Mean Machines | – | Carlstad Crusaders |  |

#### 11ª giornata
| 18-19 giugno 2022 | Vålerenga Trolls | – | Limhamn Griffins |  |

| Västerås 18 giugno 2022, ore 15:00 | Västerås Roedeers | – | Norrköping Panthers | Arosvallen |

#### 12ª giornata
| Karlstad 23 giugno 2022, ore 19:00 | Carlstad Crusaders | – | Örebro Black Knights | Tingvalla IP |

### Classifica
La classifica della regular season è la seguente:
- PCT = percentuale di vittorie, G = partite giocate, V = partite vinte,  P = partite perse, PF = punti fatti, PS = punti subiti

| Pos. | Squadra                 | PCT   | G | V | N | P | PF | PS |
| ---- | ----------------------- | ----- | - | - | - | - | -- | -- |
| 1    | Norrköping Panthers     | 1.000 | 1 | 1 | 0 | 0 | 52 | 20 |
| 2    | Örebro Black Knights    | 1.000 | 1 | 1 | 0 | 0 | 28 | 0  |
| 3    | Västerås Roedeers       | 1.000 | 1 | 1 | 0 | 0 | 14 | 8  |
| 4    | Carlstad Crusaders      | .000  | 0 | 0 | 0 | 0 | 0  | 0  |
| 5    | Göteborg Marvels        | .000  | 0 | 0 | 0 | 0 | 0  | 0  |
| 6    | Vålerenga Trolls        | .000  | 0 | 0 | 0 | 0 | 0  | 0  |
| 7    | Arlanda Jets            | .000  | 1 | 0 | 0 | 1 | 8  | 14 |
| 8    | Stockholm Mean Machines | .000  | 1 | 0 | 0 | 1 | 0  | 28 |
| 9    | Limhamn Griffins        | .000  | 1 | 0 | 0 | 1 | 20 | 52 |

## Playoff

### Tabellone
|  | Semifinali | Semifinali | Semifinali |  |  | XI SM-Finalen | XI SM-Finalen | XI SM-Finalen |  |
|  |            |            |            |  |  |               |               |               |  |
|  | 1          | TBD        |            |  |  |               |               |               |  |
|  | 1          | TBD        |            |  |  |               |               |               |  |
|  | 4          | TBD        |            |  |  |               |               |               |  |
|  | 4          | TBD        | TBD        |  |  |               |               |               |  |
|  |            |            |            |  |  |               |               |               |  |
|  |            |            | TBD        |  |  |               |               |               |  |
|  | 2          | TBD        |            |  |  |               |               |               |  |
|  | 2          | TBD        |            |  |  |               |               |               |  |
|  | 3          | TBD        |            |  |  |               |               |               |  |

### Semifinali
| 2-3 luglio 2022 | TBD | – | TBD |  |

| 2-3 luglio 2022 | TBD | – | TBD |  |

### Incontro di qualificazione
| 2-3 luglio 2022 | TBD | – | TBD |  |

### XI SM-Finalen
| 9-10 luglio 2022 | TBD | – | TBD |  |

## Verdetti
- TBD Campionesse della Svezia 2022